# گیمرستا
گیمرستا (به سوئدی: Gimmersta) یک منطقه مسکونی است که در بخش تیرسو شهرستان استکهلم در کشور سوئد واقع شده است. جمعیت گیمرستا در پایان سال ۲۰۱۰ بالغ بر ۳۵۴ نفر بوده است.